# 志和堀村両親殺害事件
志和堀村両親殺害事件（しわほりむらりょうしんさつがいじけん）とは、1948年に広島県で発生した未成年の教職員による尊属殺人事件である。死刑判決を受けたが、恩赦で無期懲役に減刑された。

## 事件の概要
1948年6月12日午前2時ごろ、広島県賀茂郡志和堀村（現在の東広島市）にある巡査駐在所に、村内の小学校助教員Mから「両親が殺害され屋内や土蔵が荒らされている」との届出があった。そのため賀茂地区警察署（現在の東広島警察署）が捜査したところ、父（当時57歳）と母（当時52歳）の頸部に刺創があり、屋内の箪笥から衣服が引き出されているなど、強盗による凶行と思われた。また検視から犯行時間は6月11日の午後10時から11時の間と推定して、外部侵入者によるものとして捜査を開始した。
しかし、犯行時間は2階で就寝していたというMの供述に不審な点があるうえ、周辺の聞き込みから女性関係の問題から相当の借財を抱えMと両親との折り合いが悪かったことが判明、警察が追及したところ6月13日夜になって犯行を自供した。

### 犯行動機
Mは一人息子で両親と3人暮らしで比較的裕福な暮らしぶりであったが、両親から厳しく育てられた結果、ひねくれて猜疑心の強い性格であった。広島市の崇徳中学校（旧制中学校で、当時は四年制）を卒業後の1946年4月から隣村の東志和村の小学校に就職したが、同僚の女性教員と相思相愛の仲となり懐妊させた。しかし両親が封建的かつ頑迷固陋な厳格な性格であったため、結婚など許されず自身も教職員という立場から、諦めざるを得なくなった。そのうえ女性の胎児の堕胎費用を工面する為に、知人に金策を依頼し借金をしていたが、それでも足らないため、自宅から金銭を幾度も持ち出していた。この金銭問題のため両親から強く叱責された。そのためMは両親の殺害を決意した。犯行当日の6月11日に匕首でまず入浴中の母親を殺害、ついで農作業から戻ってきた父親を殺害した。そして強盗による犯行にみせかけるために家内を荒らすなどの偽装工作をした後で警察に何食わぬ顔で届け出たわけであった。

## Mのその後
Mは1950年2月21日に死刑が確定したが、1952年に死刑囚の恩赦が行われ無期懲役に減刑になった。